# Observatoire Maïaky
L'observatoire du phare d'Odessa (en ukrainien : Маяки (спостережна станція)), ou observatoire de Maïaki, est un observatoire astronomique situé à Maïaky, en Ukraine. Il a été fondé en 1957.

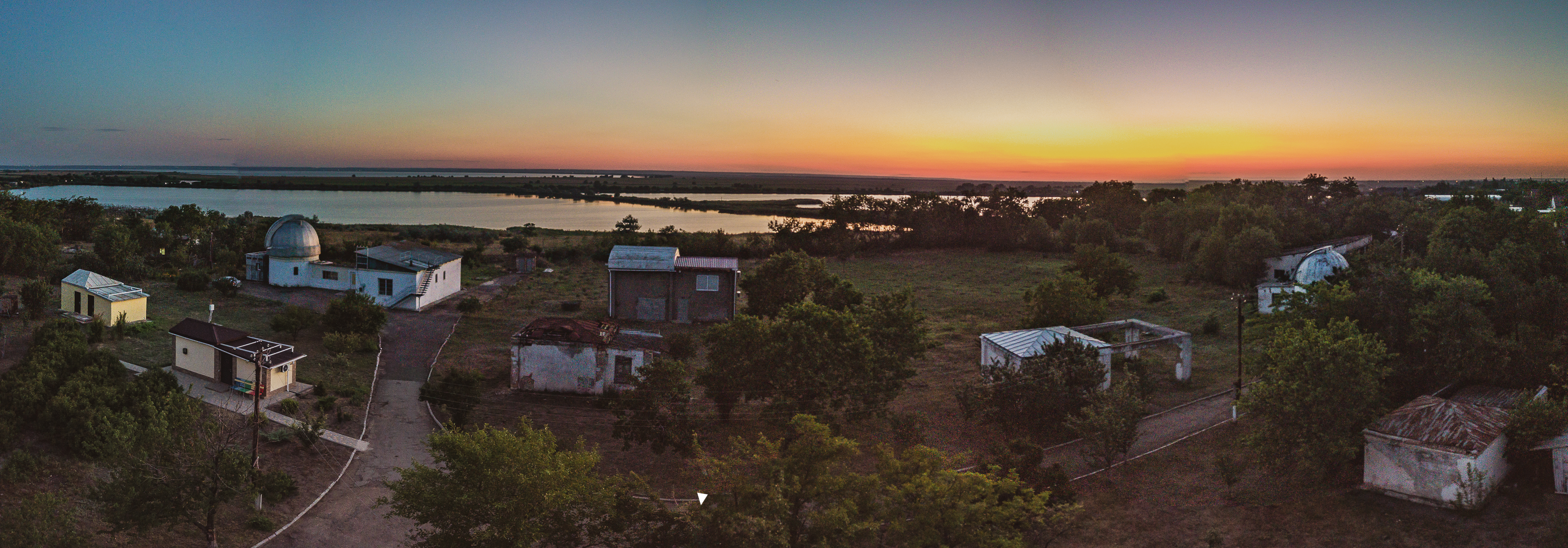
Point de vue.